# کیرازالان (یوسف‌علی)
کیرازالان (به ترکی استانبولی: Kirazalan) یک منطقهٔ مسکونی در ترکیه است که در یوسف‌علی واقع شده‌است. کیرازالان ۱۴۷ نفر جمعیت دارد.